# Консептизм
Консептизм — стильова тенденція в іспанській бароковій літературі XVII століття.
Відмінні риси — складні метафори, оксюморон, еліпси, каламбури, загадки, натяки, алегорії, метаморфози, параболи, притчі, емблеми.
Побудований на принципі дотепного вживання предметів, позбавлених очевидної подібності («вислів зв'язку між словами»).
Найяскравіші представники: Алонсо де Ледесма (1552—1623), Франсіско де Кеведо (1580—1645), Бальтасар Грасіан (1601-58). Має спільні риси з горнізмом, в англійській літературі — евфуїзмом, італійської — маринізмом.